# Radès
Radès (en árabe: رادس) es una ciudad portuaria de Túnez, situada más concretamente en la Gobernatura de Ben Arous. Se encuentra a escasos 9 kilómetros de la capital, Túnez, y es considerada en ocasiones como un suburbio de la propia capital. La ciudad destaca por albergar uno de los puertos más importantes de todo el país junto a los de La Goleta, Bizerta, Sousse, Gabes, Sfax y Zarzis. 
Radès es también conocida en el ámbito deportivo por la Cité Olympique Radès, una ciudad deportiva que alberga el Estadio Olímpico de Radés, que es sede de la selección nacional tunecina de fútbol y tiene capacidad para 65.000 espectadores. Fue construido en 2001 para la celebración de los Juegos Olímpicos del Mediterráneo y es uno de los mejores estadios de toda África. Además cuenta con dos estadios anexos, tres piscinas olímpicas y el Pabellón Polideportivo de Radés, donde se disputó la fase final del Mundial de Balonmano 2005, en el que España se proclamó campeona del Mundo ante Croacia.